# Jungle 2 Jungle
Jungle 2 Jungle is een film uit 1997 met in de hoofdrollen Tim Allen, Martin Short en Sam Huntington. Het is een Amerikaanse remake van de Franse film Un indien dans la ville uit 1994 (ook bekend als Little Indian, Big City). Het verhaal van Jungle 2 Jungle volgt de originele film vrij nauw. De film werd geregisseerd door John Pasquin.

## Het verhaal
Michael Cromwell (Tim Allen) is een in zichzelf gekeerd, succesvolle productmakelaar die woont in New York. Hij wil graag trouwen met zijn nieuwe verloofde Charlotte (Lolita Davidovich), maar om dat mogelijk te maken moet hij definitief scheiden van zijn eerste vrouw Patricia (Jobeth Williams) die hem een paar jaar eerder verliet. Patricia woont nu met een  half verwesterde stam in Canaima National Park in Venezuela. Michael reist erheen om haar handtekening op de scheidingspapieren te krijgen, maar bij aankomst ontdekt hij dat hij een 13-jarige zoon heeft: Mimi-Siku (Sam Huntington).
Michael probeert zich te verbinden met Mimi-Siku in zijn korte verblijf bij de stam en belooft hem naar New York te nemen "wanneer hij een man is". Die nacht ondergaat Mimi-Siku de traditionele rite van overgang van zijn stam, die vervolgens hem als man beschouwen. De stamoudste geeft Mimi een speciale taak om hem in staat te stellen om op een dag een tribale leider te worden. Mimi moet vuur brengen van het Vrijheidsbeeld en kijkt uit naar het reizen met zijn vader. Ondanks zijn protesten neemt Michael Mimi-Siku mee naar New York.
Michaels verloofde Charlotte is minder blij met de onverwachte bezoeker, in het bijzonder met zijn lendendoek outfit en het proberen om voor haar neus een plas te doen bij de nep-boom (zoals in zijn stam gebruikelijk is), suggereert haar kat eten en het vrijlaten van zijn huisdier-vogelspin in haar appartement. Mimi-Siku draagt gedurende een groot deel van zijn verblijf in New York traditionele kleding. Terwijl Michael pogingen doet om Mimi-Siku zich aan te laten passen aan het stadsleven, ontstaan er diverse cross-culturele misverstanden wanneer Mimi-Siku terugkeert naar de gebruiken die als aanvaardbaar worden beschouwd door zijn stam. Met het beklimmen van het Vrijheidsbeeld om de vlam te bereiken raakt Mimi-Siku teleurgesteld als hij ziet dat het vuur niet echt is.
Tijdens het verblijf in het huis van de partner van Michael, Richard Kempen (Martin Short) raakt Mimi-Siku verliefd op de dochter van Richard, Karen (Leelee Sobieski). Hij schildert haar gezicht en geeft haar een nieuwe naam, naar de gewoonte in zijn stam. Richard is ontevreden over de aanwezigheid van Mimi in zijn huis vanwege zijn invloed op Karen en het koken en eten van zijn prijswinnende aquariumvis.
De Kempsters en Michael Cromwell zijn het doelwit van Jovanovic (David Ogden Stiers), een Russische gangster en handelaar in kaviaar, die gelooft dat zij hem bedrogen hebben in een zakelijke deal. Jovanovic komt bij de Kempsters met de bedoeling om de vingers van Richard te verwijderen als wraak. Met het gevecht dat ontstaat gebruikt Mimi-Siku zijn jachtvaardigheden (en spin) en de twee families overwinnen de bendeleden.
Mimi-Siku keert terug naar de Amazone-jungle, maar voordat hij vertrekt, geeft zijn vader hem een satelliettelefoon, zodat ze kunnen in contact blijven. Michael geeft Mimi ook een Vrijheidsbeeld-aansteker, die vuur geeft uit de toorts en zo voldoet aan aan Mimi's opdracht. In ruil geeft Mimi zijn vader een blaaspijp en vergiftigde pijltjes en vertelt Michael om ermee te oefenen en het te komen laten zien aan hem als hij een vlieg kan raken.
Kort daarna vindt Michael zichzelf ontmoedigd door de ratrace en beseft dat zijn relatie met Charlotte niet meer voor hem werkt. Hij probeert een vlieg met zijn blaaspijp te doden op de beursvloer van de New York Board of Trade. Hij raakt de vlieg, maar ook zijn baas, die in slaap stort op de beursvloer.
Michael keert terug naar de stam om zijn zoon en ex-vrouw te zien, waarbij hij de familie Kempster met hem meeneemt voor een vakantie. Karen en Mimi worden herenigd en er wordt geïmpliceerd dat Michael en Patricia ook hun relatie gaan hervatten. 

## Rolverdeling
| Acteur             | Personage             |
| ------------------ | --------------------- |
| Tim Allen          | Michael Cromwell      |
| Martin Short       | Richard Kempster      |
| JoBeth Williams    | Dr. Patricia Cromwell |
| Lolita Davidovich  | Charlotte             |
| Sam Huntington     | Mimi-Siku             |
| David Ogden Stiers | Alexei Jovanovic      |
| Bob Dishy          | George Langston       |
| Valerie Mahaffey   | Jan Kempster          |
| Leelee Sobieski    | Karen Kempster        |
| Frankie J. Galasso | Andrew Kempster       |
| Luis Avalos        | Abe                   |
| Carole Shelley     | Fiona                 |
| Dominic Keating    | Ian                   |
| Rondi Reed         | Sarah                 |
| Oni Faida Lampley  | Madeleine             |